# Embuscade de Djebel Louh
L'embuscade de Djebel Louh, menée par AQMI contre l'armée algérienne, a eu lieu en Algérie les 16 et 17 juillet 2015 dans une zone accidentée du djebel Louh (mont Ellouh) près du Râs Tifrane sur la commune de Tarik Ibn Ziad, dans la Wilaya de Aïn Defla, à 150 kilomètres au sud-ouest d'Alger.

## Contexte
L’armée algérienne effectue des opérations de « ratissage » des zones forestières entre Aïn Defla et Médéa depuis le début du mois de juin 2015 environ, à la suite du signalement de la présence d’un groupe d’une vingtaine de « terroristes ». Ces opérations ont abouti à l’élimination de plusieurs des individus recherchés.
La veille de l’Aïd el-Fitr, un détachement de l’armée perd trois soldats au cours de l'un de ces accrochages, dans une zone accidentée du djebel Louh (mont Ellouh) près du Râs Tifrane (1 264 m) sur la commune de Tarik Ibn Ziad, dans la Wilaya de Aïn Defla, à 150 kilomètres environ au sud-ouest d'Alger.
Par ailleurs, la fin du Ramadan 2015 a été marquée par une déclaration de l'organisation État islamique, sous la forme d’une vidéo postée sur des réseaux sociaux, dans laquelle elle promet un « bain de sang » au peuple algérien.
Cette région accidentée du djebel Louh avait déjà été le théâtre en 2003 d'une embuscade contre l'armée algérienne, où neuf soldats avaient perdu la vie.

## Déroulement
Un premier accrochage entre les djihadistes et l'armée algérienne a lieu le 16 juillet et cause la mort de trois militaires, dont un officier, alors qu'ils se rendaient, le jour de l'Aïd, à une caserne dans la région de Djendel,.
Le lendemain, une section d'une quinzaine d'hommes commandés par le lieutenant Houssem Maalem est envoyée dans la soirée pour récupérer les corps mais elle tombe à son tour dans une embuscade.
À pieds, mal équipés, sans blindés ni soutien aérien, les soldats ne sont pas en mesure de résister et la plupart d'entre eux sont tués,.
Les affrontements ont eu lieu dans la zone du Djebel Louh, sur la route de Tifrane, dans une zone boisée au sud de la ville d'Ain Defla,,. Le nombre des assaillants n'est pas connu mais un groupe d'environ 20 djihadistes avait été repéré dans la région un mois auparavant. Aucun bilan officiel n'est donné par l'armée et le gouvernement algérien, mais selon des journalistes 11 ou 13 soldats sont morts du combat,,. Il s'agit de l'attaque la plus meurtrière pour l'armée algérienne depuis l'embuscade d'Iboudraren en avril 2014.

## Revendication et bilans
Le soir du 18 juillet 2015, l'attaque est revendiquée par Al-Qaida au Maghreb islamique (AQMI), qui affirme avoir tué 14 soldats et indique que ses combattants sont parvenus à s'échapper sains et saufs,,.
Le 19 juillet, le Ministère de la Défense algérien donne un bilan de 9 tués et 2 blessés du côté de l'armée.